# Carrick-on-Shannon
Carrick-on-Shannon (Cora Droma Rúisc in irlandese) è una pittoresca cittadina dell'Irlanda, county town del Leitrim.
Situata al confine col Roscommon, ma soprattutto sul fiume Shannon, è il principale luogo di partenze per le crociere Shannon-Erne, oltre che località turistica. Dalla fine degli anni 1990, la cittadina ha visto una crescita evidente della popolazione, che dovrebbe raggiungere secondo previsione i 10 000 abitanti intorno al 2010. È ormai opinione consolidata che Carrick-on-Shannon abbia il più alto numero di pub per persona in Irlanda.
La cittadina è una destinazione turistica importante per il mercato interno ed emergente per il turismo internazionale. Carrick-on-Shannon offre un centro storico ben conservato, viste pittoresche sul fiume Shannon, la chiesa neo-gotica di St. Mary's, escursioni organizzate in barca e una vita notturna animata. 

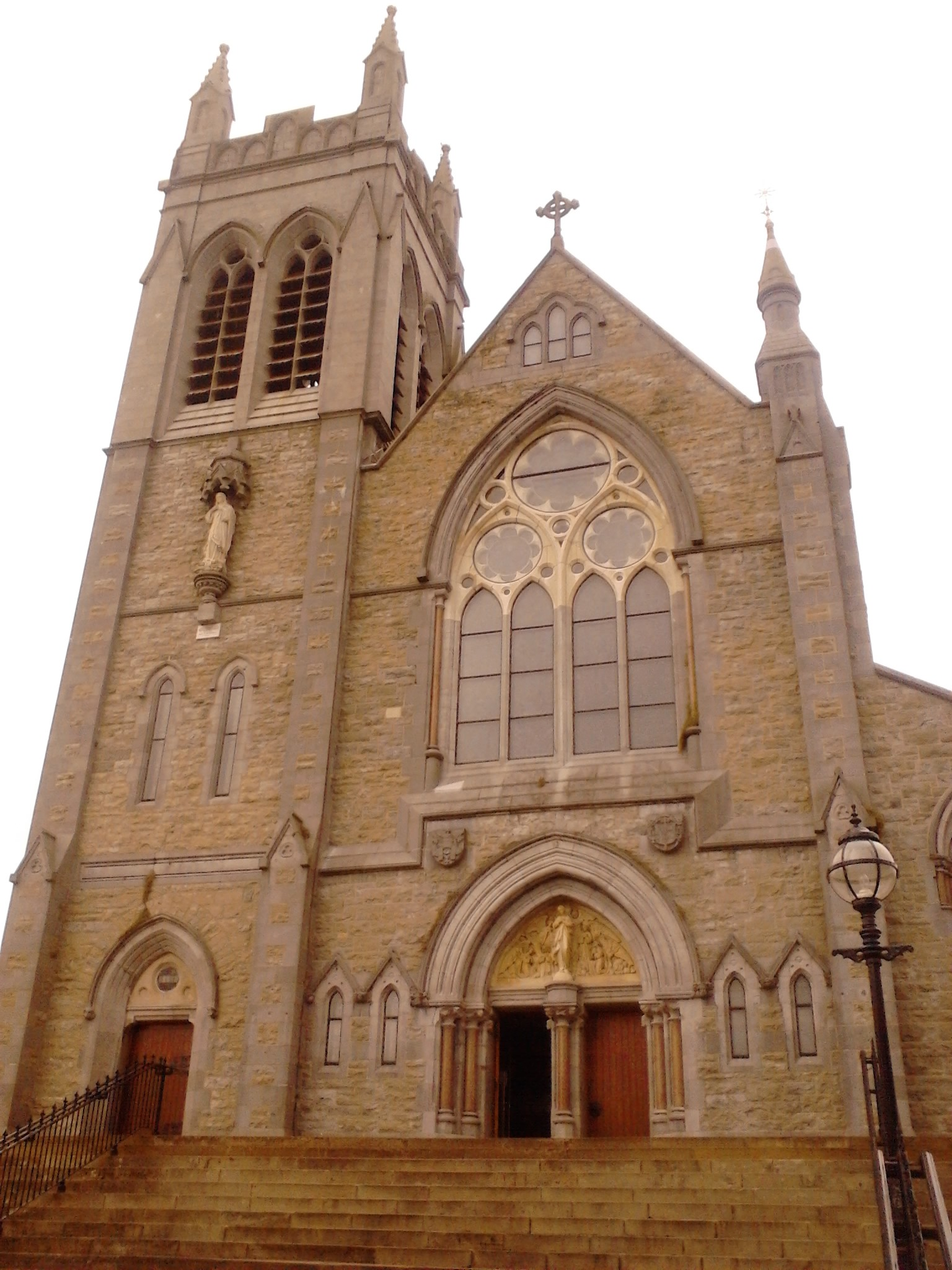
St Mary's Church Carrick on Shannon

Carrick-on-Shannon è connessa alle altre destinazioni irlandesi tramite la ferrovia, Dublino–Sligo.